# Lecții (Star Trek: Generația următoare)
„Lecții” (titlu original: „Lessons”) este al 19-lea episod din al șaselea sezon al serialului TV american științifico-fantastic Star Trek: Generația următoare și al 145-lea episod în total. A avut premiera la 5 aprilie 1993.
Episodul a fost regizat de Robert Wiemer după un scenariu de Ron Wilkerson și Jean Louise Matthias .

## Prezentare
Jean-Luc Picard începe o relație cu o femeie, ofițer pe Enterprise, dar trebuie s-o trimită pe aceasta într-o misiune periculoasă. 

## Actori ocazionali
- Wendy Hughes – Nella Daren
- R. Cox – Marquez[2]